# دملوك (جنس)
دُمْلوك (الاسم العلمي Platichthys)، جنس أسماك بحرية من اللملساوات وفصيلة الأسماك المفلطحة يمينية العيون.أنواعه أثنان أعطانها بحار البلاد الباردة والمعتدلة الحرارة. مسرحها أساطم الأغواط والمجادح. جميعها بيضية الشكل الشوزن، صغيرة السهف الدقيق. مبططة الجسم. تتميز بزعانفها الظهرية والبطنية المتقابلة الممتدة من الرأس إلى قاعدة الذيل. زعانفها الذيلية محدبة الأطراف.

## الأنواع
يوجد حاليًا نوعان معروفان في جنس دملوك:
- دملوكة المتوسط (كارولوس لينيوس, 1758  [لغات أخرى]‏) (European flounder)
- دملوكة نجمية (بيتر سيمون بالاس, 1788) (Starry flounder)

## المرجع
1. ↑  Horst Lange-Bertalot; Andrzej Witkowski (27 Nov 2015). "Taxonomy, frustular morphology and systematics of Platichthys, a new genus of canal raphe bearing diatoms within the Entomoneidaceae". Phytotaxa (بالإنجليزية). 236 (2): 135–149. DOI:10.11646/PHYTOTAXA.236.2.3. ISSN:1179-3155. QID:Q23811272.
2. ↑  ستانسلاف فرانك، ترجمة سمر سليم حداد، موسوعة الأسماك المصورة، بيروت، 1989، ص 298
3. ↑  قالب:FishBase genus